# 寒衣节
寒衣節，是中国传统节日，流行於華北，为每年的农历十月初一，是民间祭祖的日子，相傳祖靈會在本日回返人世，領取禦寒衣物準備過冬，故人間除了祭祀之外，要燒化纸做的衣服，或者印有衣服圖樣的紙錢。

## 簡介
華北有传说，秦始皇徵調孟姜女的夫婿杞梁到長城服徭役，孟姜女不远千里，為夫婿送寒衣與棉襖，十月初一日抵達長城，卻發覺服役的夫婿已死，屍首被壓在城牆之下，所以孟姜女痛哭一場，感動天帝，長城倒下，得見夫婿屍首，孟姜女於是祭夫，並把衣服蓋在夫婿屍骨之上，延綿成俗。明太祖朱元璋建立明朝後，规定清明節、中元節和十月朔祭厉。